# Christo Albertyn Smith
Christo Albertyn Smith ( 1898 - 1956) fue un botánico, profesor, y periodista sudafricano.
En 1944 coedita con Edwin Percy Phillips y Estelle Van Hoepen: The Common Names of South African Plants (642 pp.)

## Otras publicaciones
- 1951. The Rule of Priority in Botanical Nomenclature: With Special Reference to Indigenous Woody Species of South Africa. Journal 20, South African Forestry Association. 50 pp.

## Honores

### Eponimia
- (Asclepiadaceae) Ceropegia radicans Schltr. subsp. smithii (M.R.Hend.) R.A.Dyer[1]
- La abreviatura «C.A.Sm.» se emplea para indicar a Christo Albertyn Smith como autoridad en la descripción y clasificación científica de los vegetales.[2]